# Tannhäuser (opera)

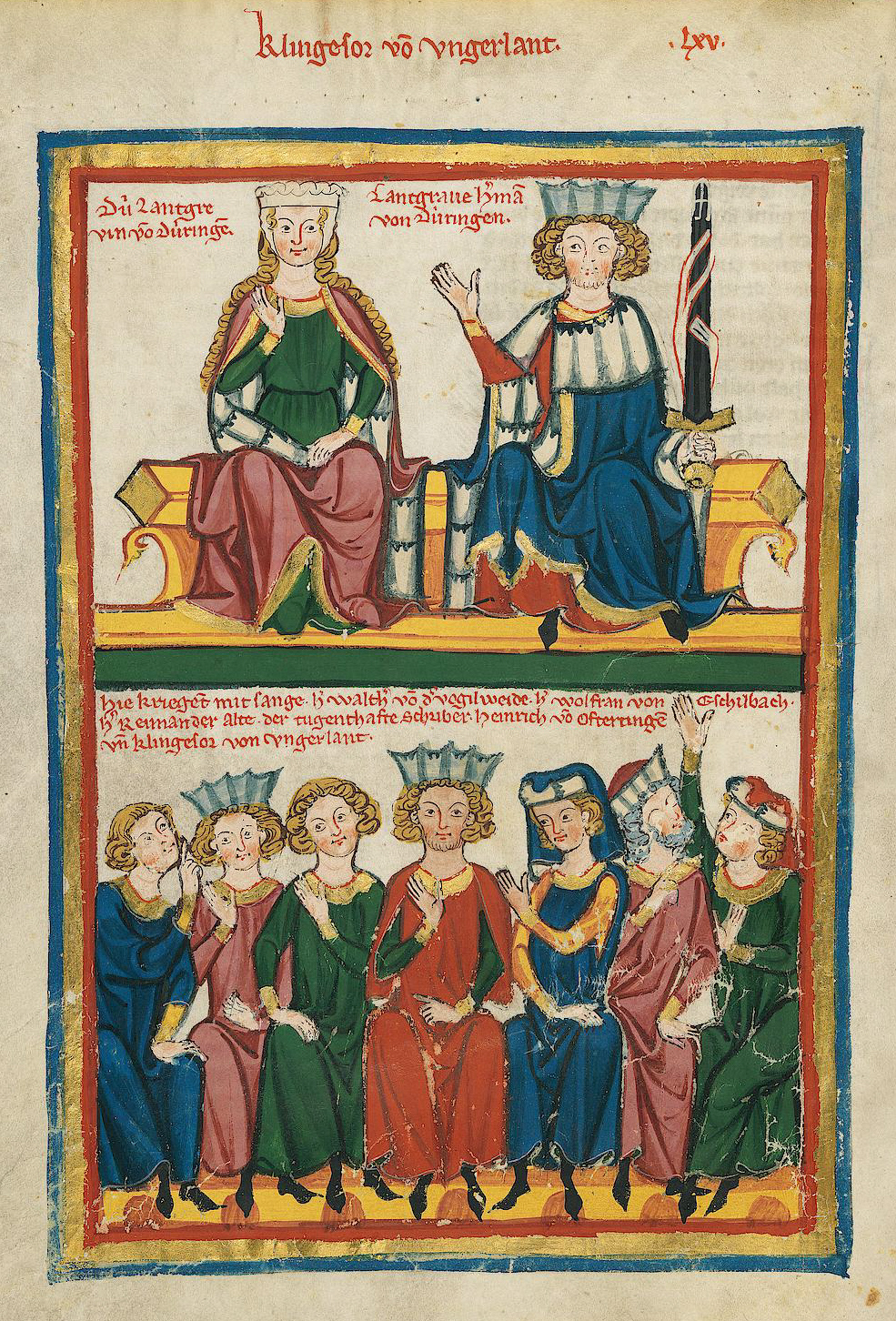
Wartburski turniej śpiewaczy na średniowiecznej miniaturze

Tannhäuser – opera Richarda Wagnera w trzech aktach, do libretta kompozytora (po niemiecku). Pełny tytuł to Tannhäuser i wartburski turniej śpiewaczy (Tannhäuser und der Sängerkrieg auf Wartburg). Ukończona w 1845, premiera wersji drezdeńskiej odbyła się 19 października 1845, a wersji paryskiej (wykonywanej dzisiaj) 13 marca 1861.

## Role
| Role | Głos          | Obsada premiery 20 października, 1845 (Dyrygent: Richard Wagner) | Obsada odnowionej wersji, 1861 (Dyrygent: Pierre-Louis Dietsch) |
| --- | ------------- | ---------------------------------------------------------------- | --------------------------------------------------------------- |
| Tannhäuser, minnesinger | tenor         | Joseph Tichatschek                                               | Albert Niemann                                                  |
| Elżbieta, siostrzenica landgrafa | sopran        | Johanna Wagner                                                   | Marie Sass                                                      |
| Wenus | sopran        | Wilhelmine Schröder-Devrient                                     | Fortunata Tedesco                                               |
| Wolfram, minnesinger | baryton       | Anton Mitterwurzer                                               | Morelli                                                         |
| Herman, landgraf Turyngii | bas           | Georg Wilhelm Dettmer                                            | Cazaux                                                          |
| Walther von der Vogelweide, minnesinger | tenor         | Max Schloss                                                      | Aimes                                                           |
| Biterolf, minnesinger | bas           | Johann Michael Wächter                                           | Coulon                                                          |
| Heinrich der Schreiber, minnesinger | tenor         | Anton Curty                                                      | König                                                           |
| Reinmar von Zweter, minnesinger | bas           | Karl Risse                                                       | Freret                                                          |
| Młody pasterz | sopran        | Anna Thiele                                                      | Reboux                                                          |
| Czterech paziów | soprany, alty |                                                                  |                                                                 |
| Szlachta, rycerze, damy, pielgrzymi, syreny, najady, nimfy, bachantki; w wersji paryskiej także trzy Gracje, młodzieńcy, satyrowie i fauni. |               |                                                                  |                                                                 |

## Treść
Opera opowiada o niemieckim rycerzu (a przy okazji śpiewaku i poecie – minnesingerze), Tannhäuserze, który odnalazł drogę do legendarnej góry Wenus (Venusberg). Spędził długi czas z boginią na rozkoszach miłosnych, w końcu jednak zapragnął wrócić do ziemskiego świata, by zaznać wolności. Początkowo bogini nie chce go oswobodzić, potem zgadza się, ale wpada we wściekłość i różnymi sposobami próbuje nakłonić rycerza do zmiany zdania. Jednak gdy on przyzywa imię Maryi,Venusberg znika, pojawiają się zielone wzgórza Turyngii. Młody pasterz swoim śpiewem wita nadchodzący maj. Tannhäuser widzi przechodzących pielgrzymów, spieszących do Rzymu, i uświadamia sobie ogrom swoich grzechów. Rycerze landgrafa Turyngii Hermana, dawni towarzysze Tannhäusera, odnajdują go podczas polowania i namawiają, by powrócił z nimi na zamek Wartburg. Tannhäuser nie daje się przekonać, dopóki Wolfram von Eschenbach, jego przyjaciel, nie przypomina mu o Elżbiecie, siostrzenicy landgrafa.
W akcie II okazuje się, że Elżbieta nadal kocha Tannhäusera. Tymczasem na Wartburg przybywają goście (chór „Freudig begrüssen wir”). Wkrótce odbywa się turniej śpiewaczy – tematem jest istota miłości. Jako pierwszy występuje Wolfram, w swojej pieśni wielbiąc miłość obyczajną, dworską. Tannhäuser – który kiedyś złożył Wenus przysięgę, że jeśli go wyswobodzi, zawsze będzie ją wielbił swoją pieśnią – śpiewa na cześć bogini o miłości ziemskiej, nieczystej, czym ściąga na siebie gniew pozostałych rycerzy – ich oburzenie sięga szczytu, gdy bohater wyjawia, że był w Venusbergu. Wszystkie damy, urażone, opuszczają salę, z wyjątkiem Elżbiety, osłupiałej, podtrzymującej się filaru, by nie upaść. Rycerze chcą zabić Tannhäusera, jednak Elżbieta go broni. W oddali słychać pieśń pielgrzymów i Tannhäuser wyrusza wraz z nimi do Rzymu, by błagać papieża o odpuszczenie grzechów.

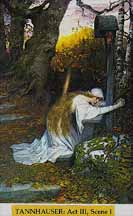
Modlitwa Elżbiety w III akcie

W akcie III jest już jesień. Te same pola, na których znalazł się Tannhäuser po zniknięciu Venusbergu, ukazują się nam w złotobrązowych barwach. Wolfram widzi Elżbietę, modlącą się o zbawienie Tannhäusera (aria „Allmächtige Jungfrau” – „Wszechmocna Dziewico”, modlitwa do Maryi). Wracają pielgrzymi, jednak nie ma wśród nich Tannhäusera. Wkrótce Elżbieta odchodzi, znikając we mgle, a Wolfram (który sekretnie kocha Elżbietę) śpiewa arię „O du, mein holder Abendstern” („O, moja droga gwiazdo wieczorna”). Słyszy go Tannhäuser, który samotnie powraca z Rzymu, początkowo traktując Wolframa oschle i ironicznie. Wolfram jednak mówi, że współczuje Tannhäuserowi, na co ten wyznaje swoją rozpacz: papież przyjął go, lecz powiedział, że prędzej jego pastorał zakwitnie, niż Niebiosa przebaczą grzesznemu rycerzowi. Tannhäuser chce wrócić do Venusbergu – Wolfram próbuje go od tego odwieść, jednak pojawia się Wenus we własnej osobie, wzywając do siebie Tannhäusera. Nadchodzi orszak ze zwłokami Elżbiety, którego jednak Tannhäuser, bliski całkowitego zatracenia, nie dostrzega. Ratuje go dopiero Wolfram, przyzywający imię ukochanej – Wenus znika, widząc swoją klęskę. Tannhäuser umiera, wołając „Święta Elżbieto, módl się za mnie!” i pojawia się chór pielgrzymów, obwieszczających, że pastorał papieża zakwitł – Tannhäuser będzie zbawiony.

## Inne
Libretto opery Wagner oparł na średniowiecznej legendzie, inspirację czerpiąc m.in. z wersji Heinego. Uwertura do opery jest bardzo popularna i często wykonuje się ją osobno. Oprócz „Allmächtige Jungfrau” Elżbieta śpiewa jeszcze arię „Dich teure Halle”. Dyskusja Tannhäusera z Wenus w pierwszym akcie jest najbardziej nowatorską częścią opery.